# Worcester Art Museum
El Worcester Art Museum, també conegut pel seu acrònim WAM, alberga més de 35.000 obres d'art des de l'antiguitat fins als nostres dies, representant cultures d'arreu del món. Va obrir les portes el 1898 a Worcester, Massachusetts, i és el segon museu d'art més gran de Nova Anglaterra. 

## Col·lecció

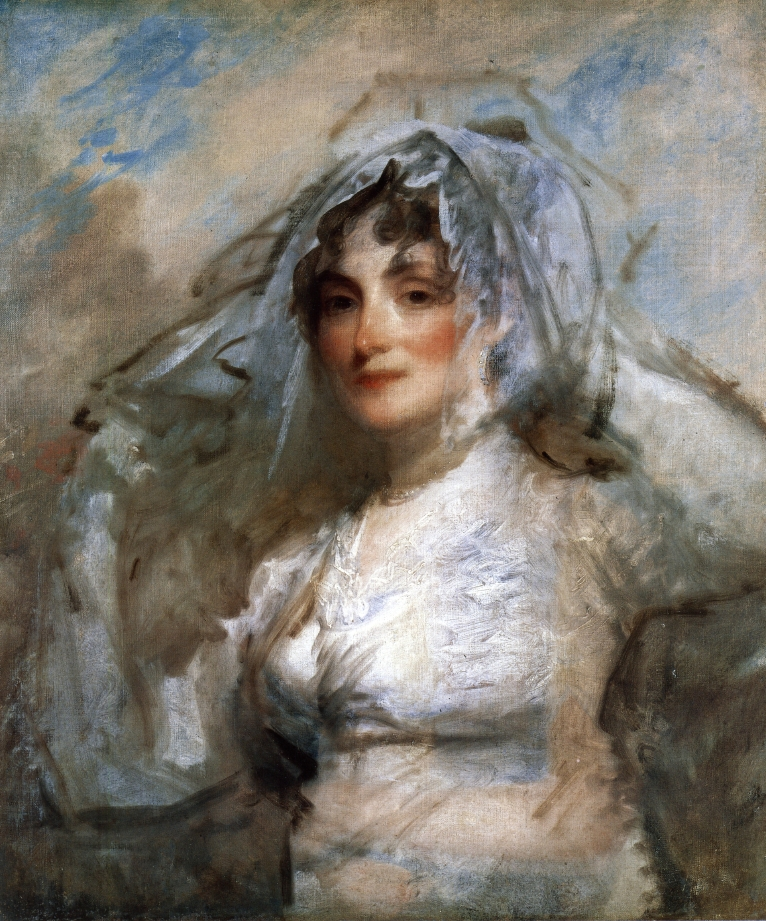
Sarah Wentworth Apthorp Morton, Gilbert Stuart, WAM

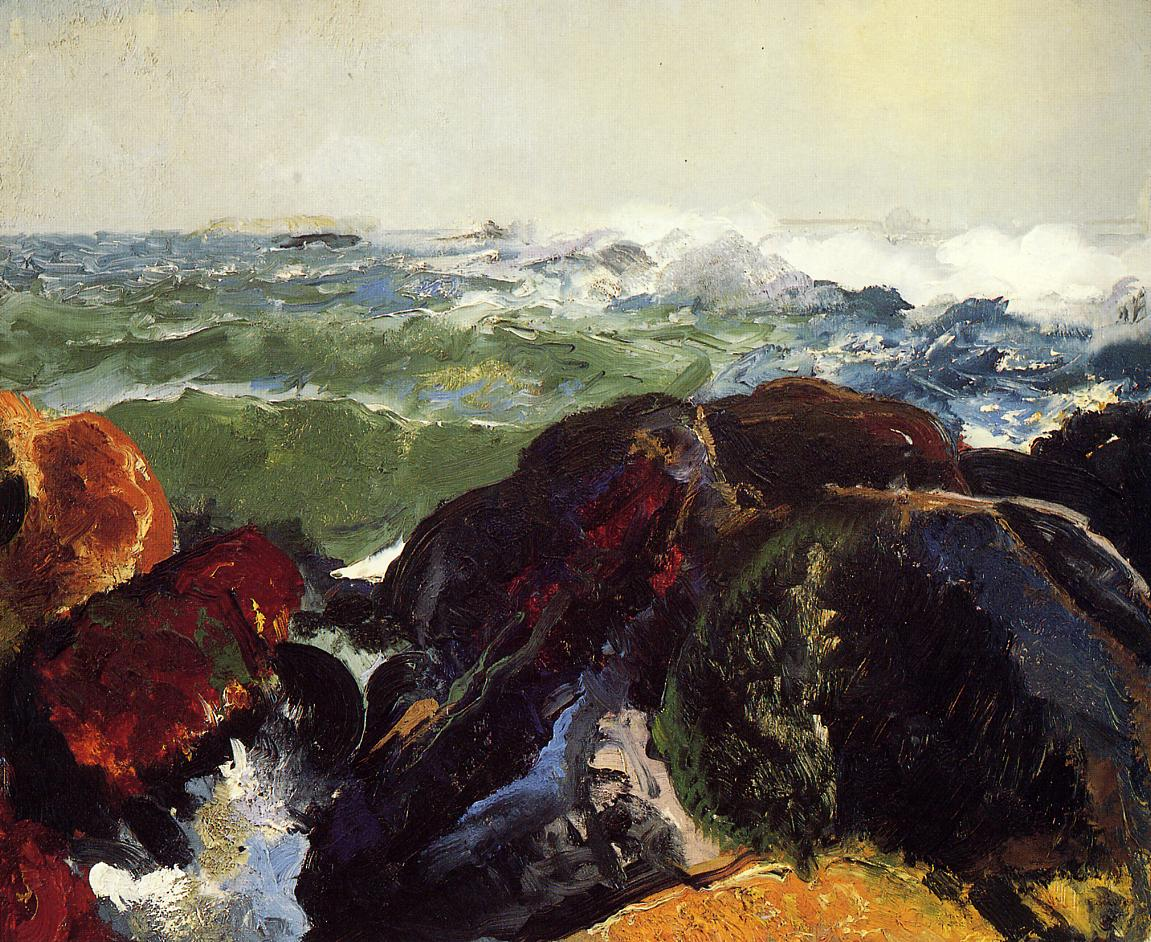
Monhegan Island, George Wesley Bellows, WAM

Més enllà de la pintura romànica i la pintura francesa de cort, una de les fortaleses de la col·lecció permanent és la pintura europea i nord-Americana, així com fotografies i dibuixos. Cal destacar també la seva col·lecció d'art asiàtic, i d'escultures gregues i romanes, així com mosaics i art contemporani.
Entre les pintures europees destaquen obres de noms com El Greco, Rembrandt, Monet, Matisse, Renoir, Gauguin, i Kandinsky. La col·lecció de pintura americana inclou obres de Thomas Cole, Winslow Homer, John Cantant Sargent, William Morris Hunt, Elizabeth Goodridge, entre d'altres. També disposa d'obres d'artistes com Franz Kline, Jackson Pollock i Joan Mitchell.